# Niels Oude Kamphuis
Niels Oude Kamphuis (Hengelo, 14 november 1977) is een Nederlands voormalig voetballer die voornamelijk als rechtsback of als middenvelder speelde. Hij speelde in zijn carrière achtereenvolgens voor FC Twente, Schalke 04, Borussia Mönchengladbach en opnieuw voor FC Twente. Op 29-jarige leeftijd moest hij noodgedwongen stoppen met betaald voetbal als gevolg van een slepende achillespeesblessure.

## Clubcarrière

### Jeugd en FC Twente
Oude Kamphuis begon als voetballer bij de amateurclub RKSV NEO in Borne. In 1991 maakte hij de overstap naar de jeugdopleiding van FC Twente, waar hij in 1994 zijn eerste profcontract tekende. In zijn eerste periode bij FC Twente speelde hij 126 wedstrijden, waarin hij zeven keer scoorde.

### Schalke 04
In de zomer van 1999 werd hij verkocht aan Schalke 04, waar hij succesvol samenspeelde met landgenoot en centrumverdediger Marco van Hoogdalem. Met Schalke 04 won hij tweemaal de DFB-Pokal en eenmaal de UEFA Intertoto Cup.

### Borussia Mönchengladbach
Voor aanvang van het seizoen 2005/06 maakte hij de overstap naar Borussia Mönchengladbach, waar hij zijn positie als rechtsback inwisselde voor een positie als rechtermiddenvelder. In dat seizoen werd hij met de club tiende in de competitie. Na een seizoen werd zijn contract bij Borussia Mönchengladbach ontbonden.

### FC Twente (tweede periode)
In augustus 2006 tekende hij een tweejarig contract bij zijn oude club FC Twente. In het seizoen 2006/07 kwam hij slechts enkele keren voor FC Twente in actie. In mei 2007 maakte hij bekend om op 29-jarige leeftijd te stoppen met betaald voetbal. Artsen hadden de hoop opgegeven dat hij ooit nog helemaal zou herstellen van een achillespeesblessure.

## Interlandcarrière
Van 1996 tot 2000 speelde Oude Kamphuis achtentwintig interlands voor het Nederlands elftal onder 21. Op 15 augustus 2001 speelde Oude Kamphuis zijn eerste en enige interland voor het Nederlands elftal, in en tegen Engeland. In de 80e minuut mocht hij invallen voor Phillip Cocu.

## Na het professionele voetbal
In november 2007 sloot hij zich aan bij Hoofdklasser Excelsior '31 uit Rijssen. Bij zijn debuutwedstrijd voor deze club kreeg hij een rode kaart. In de zomer van 2008 keerde hij terug bij zijn eerste club; RKSV NEO. Tevens komt hij geregeld in actie voor een team van oud-spelers van FC Twente.

## Erelijst
Schalke 04
- DFB-Pokal: 2000/01, 2001/02
- UEFA Intertoto Cup: 2004